# 제탈

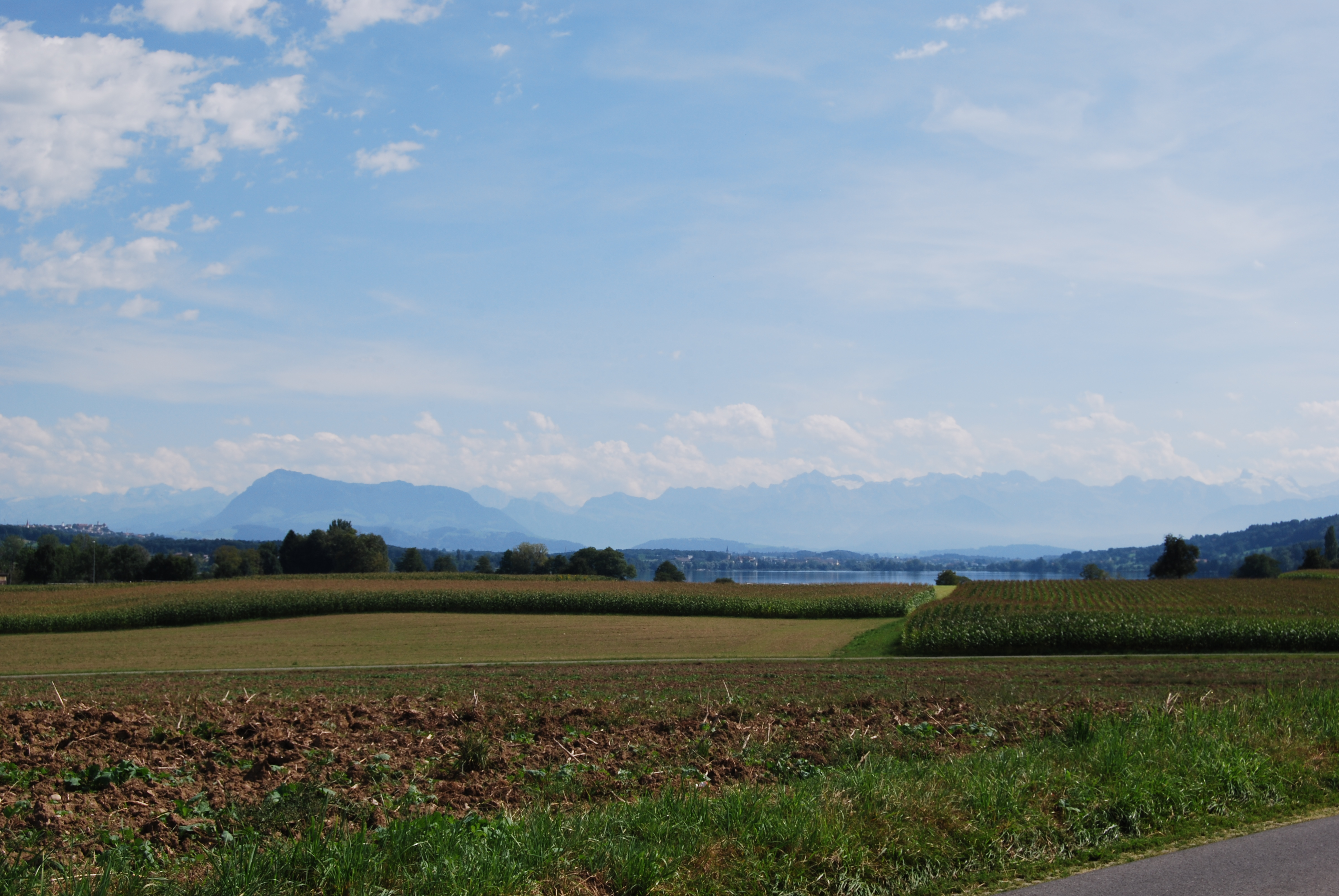
발데크 호수를 가운데에 두고 알프스 산맥을 뒤로 한 제탈 계곡

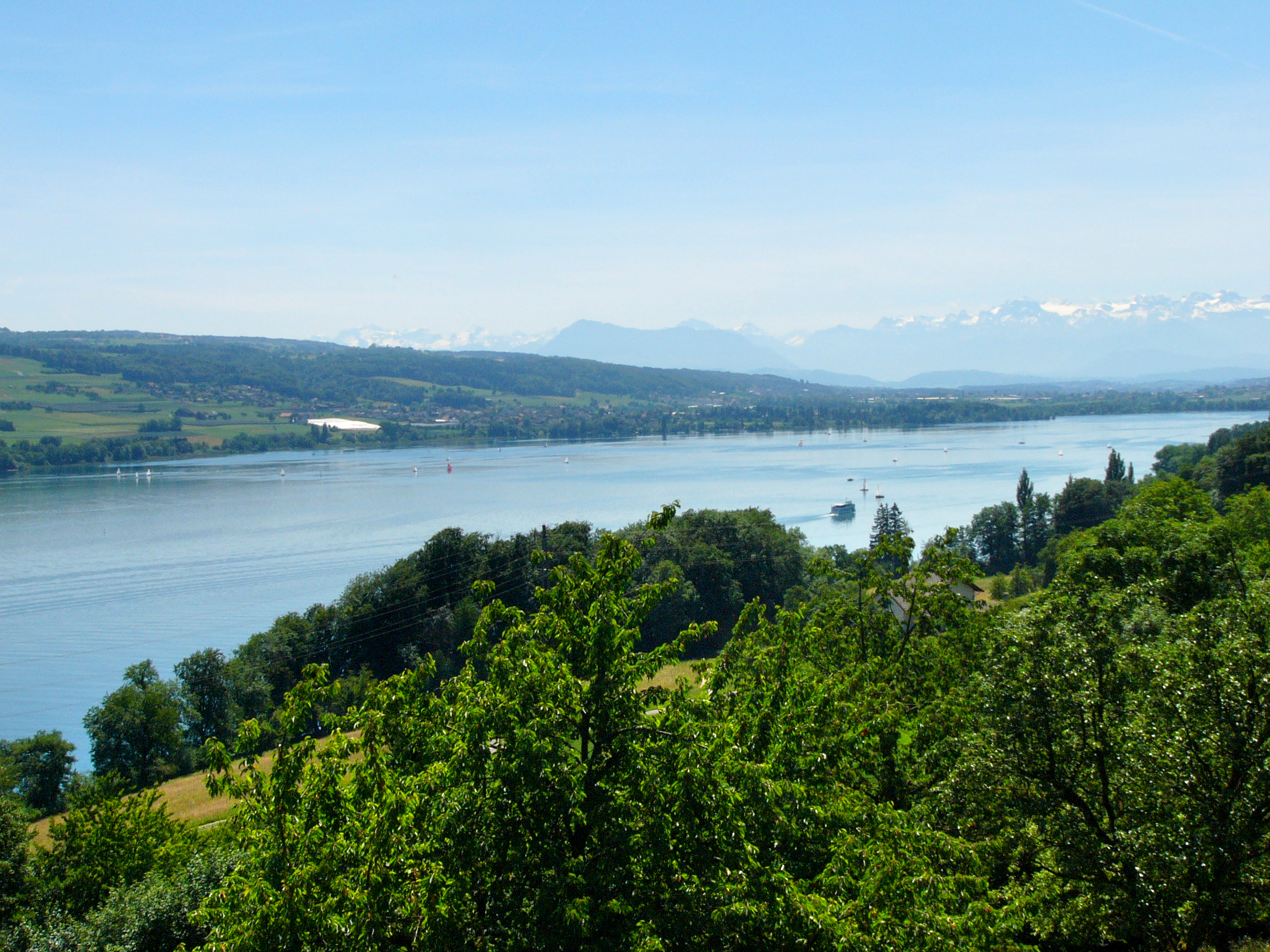
할빌 호수

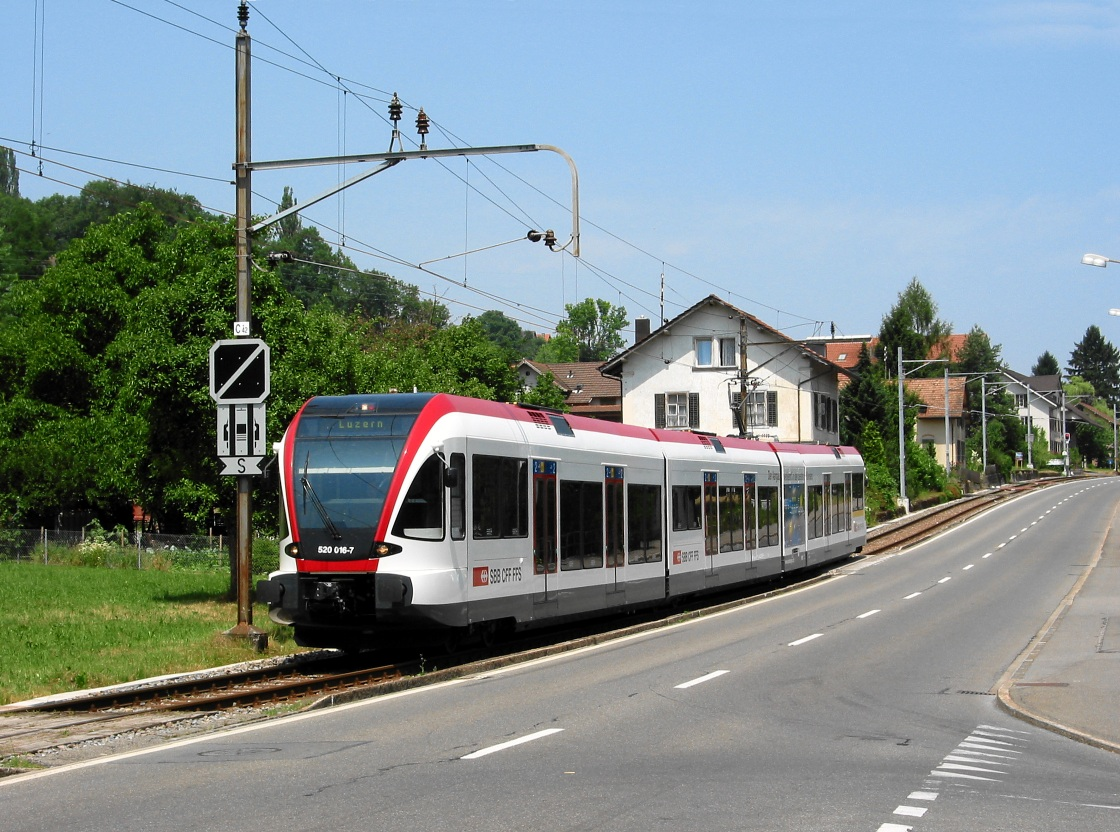
제탈슈트라세 와 라인빌 암 제 근처의 철도

제탈(Seetal)은 스위스 루체른주과 아르가우주의 계곡이다. 계곡은 남쪽에서 북쪽으로 에센바흐 근처 (루체른주)에서 렌츠부르크까지 내려가며 아바흐강과 론강에 의해 배수된다. 계곡은 할빌 호수와 발데크 호수로 구별되며, 그 이름에서 계곡 호수라는 이름을 따왔다.

## 주거지
다음 지방 자치 단체는 제탈 내에 있다.
- 에쉬, 알트바스
- 발빌, 바인빌 암 제, 비르빌, 보니스빌
- 뒤레네쉬
- 에글리스빌, 에르멘제, 에센바흐
- 파르왕겐
- 할빌, 히트키르히, 호히도르프, 호헨라인
- 로이트빌
- 마이스터슈반덴
- 뢰메르스빌
- 젱엔, 제온, 쇤가우

## 교통
계곡은 제탈슈트라세 주요 도로와 루체른과 렌츠부르크를 연결하는 역할을 하는 제탈 철도 노선이 이어진다. 철도 노선은 도로변 트램웨이의 많은 특성과 함께 도로와 밀접하게 평행하며, 역은 계곡의 많은 마을에 서비스를 제공한다.